# Paley (Seine-et-Marne)
Paley település Franciaországban, Seine-et-Marne megyében. Lakosainak száma 481 fő (2022. január 1.). Paley Lorrez-le-Bocage-Préaux, Nanteau-sur-Lunain, Remauville és Villemaréchal községekkel határos.

## Népesség
A település népességének változása:
| Lakosok száma | 442  | 427  | 428  | 421  | 423  | 425  | 444  | 462  | 481  |
|               | 2013 | 2015 | 2016 | 2017 | 2018 | 2019 | 2020 | 2021 | 2022 |